# Slavujevce
Slavujevce (cyr. Славујевце) – wieś w Serbii, w okręgu jablanickim, w mieście Leskovac. W 2011 roku liczyła 394 mieszkańców.